# گیلبرت آریناس
گیلبرت جی آریناس جونیور (به انگلیسی: Gilbert Jay Arenas, Jr.‎) ‏ (۶ ژانویه ۱۹۸۲ در ایالت فلوریدا) بازیکن بسکتبال اهل ایالات متحده آمریکا است که از سال ۲۰۰۳ تا ۲۰۱۰ برای واشینگتن ویزاردز در اتحادیه ملی بسکتبال آمریکا بازی می‌کرد. آریناس پیشتر در عضو تیم گلدن استیت واریرز بود.
او اکنون برای ممفیس گریزلیز توپ می‌زند.